# Ronny Persson
Ronny Persson est un skieur et curleur handisport suédois, né le 11 août 1966.

## Biographie
Il est désigné porte-drapeau pour la cérémonie d'ouverture des Jeux paralympiques d'hiver de 2018.

## Palmarès

### Jeux paralympiques
en ski alpin
| Épreuve / Édition | Nagano 1998 | Salt Lake City 2002 |
| ----------------- | ----------- | ------------------- |
| Descente          | Bronze      | Bronze              |
| Super-G           | Argent      | -                   |
| Slalom géant      | Argent      | -                   |
| Slalom            | Argent      | -                   |
| Super combiné     | -           | -                   |

en curling
- Pyeongchang 2018